# Volvo B7L
Volvo B7L — серия коммерческих автобусов производства Volvo Bussar, серийно выпускавшихся в период с 1998 по 2006 год вместо Volvo B10L и Volvo Olympian.

## Информация
На шасси Volvo B7L конструировали автобусы Volvo 5000 и Volvo 7000. Несмотря на схожесть с B10L по дизайну, двигатель B7L представлял собой блок Volvo D7C, установленный вертикально, в отличие от горизонтально установленного двигателя Volvo DH10/GH10 B10L; радиатор был установлен над двигателем вместо правой стороны, что снизило пол за задней осью. Как и в случае с B10L, B7L также был доступен в сочленённой форме под названием B7LA. В отличие от B10L, B7L выпускался только с дизельными двигателями. Полностью построенный автобус Volvo 7000 был оснащён двигателями на сжиженном газе только на шасси B10L. Двигатели на сжиженном газе были вновь установлены на шасси B9L.

## Вытеснение
В 2006 году на смену Volvo B7L пришёл Volvo B9L.